# Steinbruch Werbach

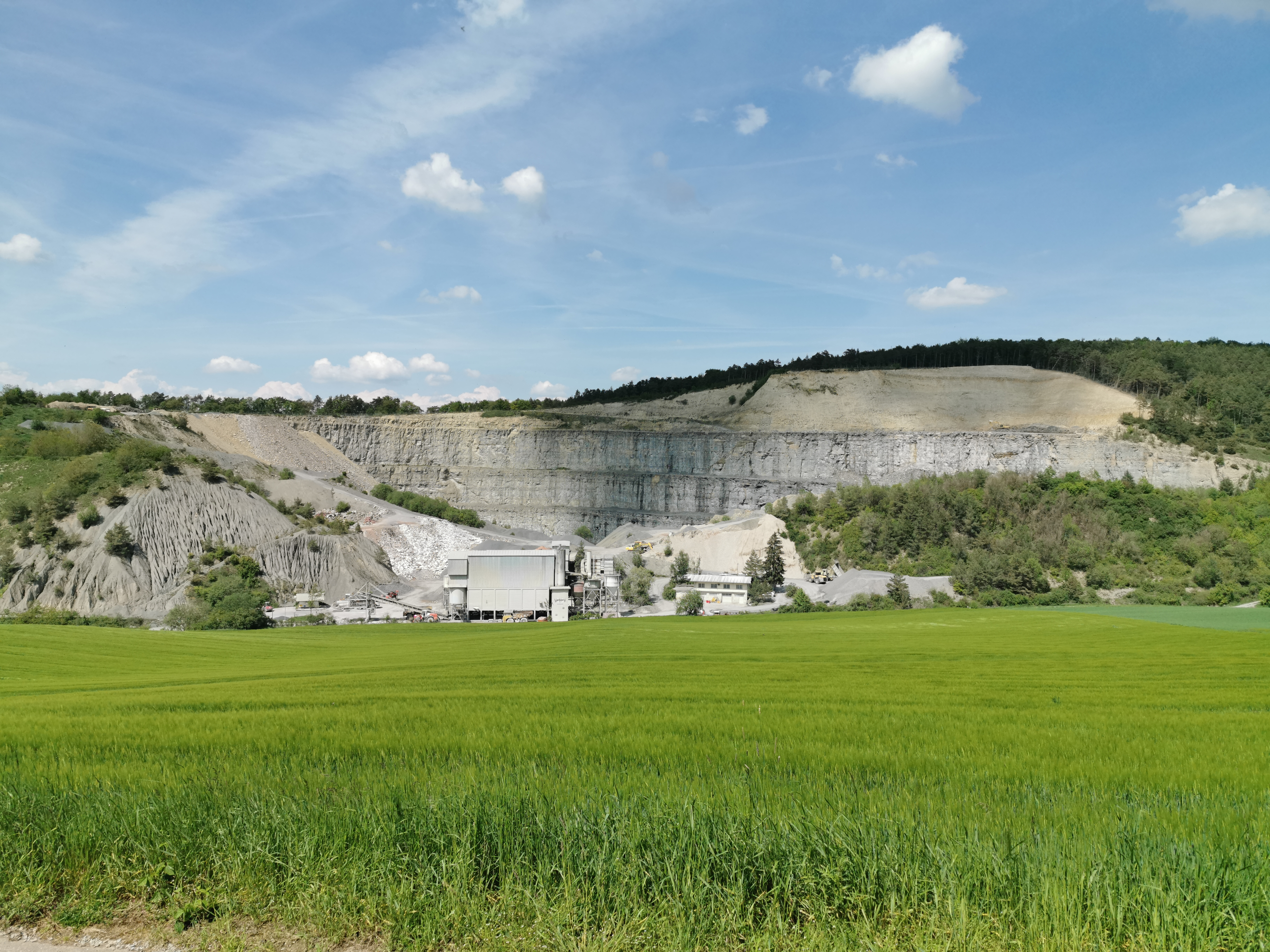
Blick auf den Steinbruch Werbach, dessen Erweiterung um knapp 7 Hektar seit 2012 in östlicher Richtung des Höhbergs erfolgt

Der Steinbruch Werbach liegt bei Werbach im Main-Tauber-Kreis in Baden-Württemberg am rechten Hang der Steckenleite über dem Steckenleitegraben, dessen Tal durch den Spornberg Höhberg vom Welzbachtal im Norden getrennt ist. Der Aufschluss des Steinbruchs gilt als schutzwürdig und wurde daher als Geotop mit der Bezeichnung Steinbruch am Höhberg E von Werbach ins Geotop-Kataster Baden-Württemberg aufgenommen. Der Steinbruch mit Schotterwerk befindet sich an der Steckenleite 1.

## Geschichte
Eine Karte von 1886 zeigt am Ort des heutigen Steinbruchs noch Weinberge. Auf einem Gemarkungsübersichtsplan von Werbach aus dem Jahr 1921 war ein damals noch kleiner Steinbruch am Höhberg verzeichnet. Nach dem Zweiten Weltkrieg gründete Emil Dengel am Steinbruch ein Schotterwerk, das später von seinem Sohn Günther Dengel übernommen wurde. Am 1. Juli 1991 wurde das Werk von der Hohenloher Schotterwerke GmbH & Co. KG aufgekauft und am 1. Januar 1992 von der Schotterwerke Hohenlohe-Bauland GmbH & Co. KG übernommen.
Nach der Übernahme wurde der Betrieb im folgenden Jahrzehnt bis nach der Jahrtausendwende durchgreifend modernisiert. So wurden im Jahre 1992 eine neue Entstaubungsanlage und eine neue Dosieranlage angeschafft. Daneben wurden die Werkszufahrt und der Betriebshof erneuert. 1997 folgte eine HGT-Anlage und im Jahre 2000 eine neue Werkssteuerung sowie ein neuer Recyclingzugabebunker mit einer Beschickungsstrecke.
2011 wurde der Wunsch der Schotterwerke Hohenlohe Bauland (SHB) nach Erweiterung des Steinbruchs am Höhberg um 6,8 Hektar bekannt. 2012 stimmte der Werbacher Gemeinderat der Erweiterung zu. Am 21. Dezember 2012 wurde eine immissionsschutzrechtliche Genehmigung zur Erweiterung des Abbaubetriebes in östlicher Richtung erteilt. Der Bestand des Schotterwerkes gilt damit für die nächsten Jahrzehnte als gesichert. Der Werbacher Steinbruch ist der letzte Kalksteinbruch im Main-Tauber-Kreis, in dem noch für längere Zeit Kalksteinschotter für den Straßen- und Tiefbau gewonnen werden kann.

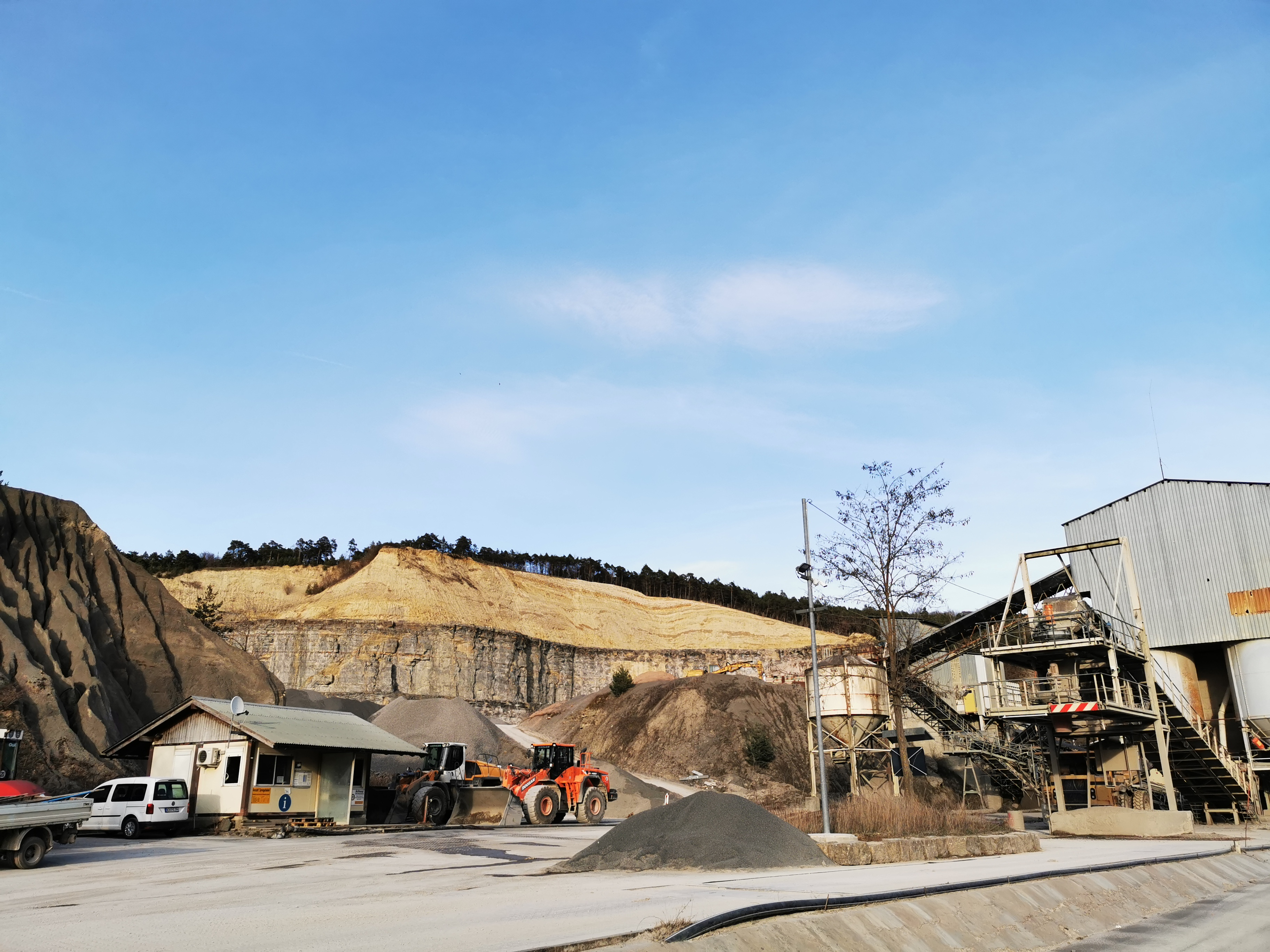
Blick zum Schotterwerk und Steinbruch aus Südwesten
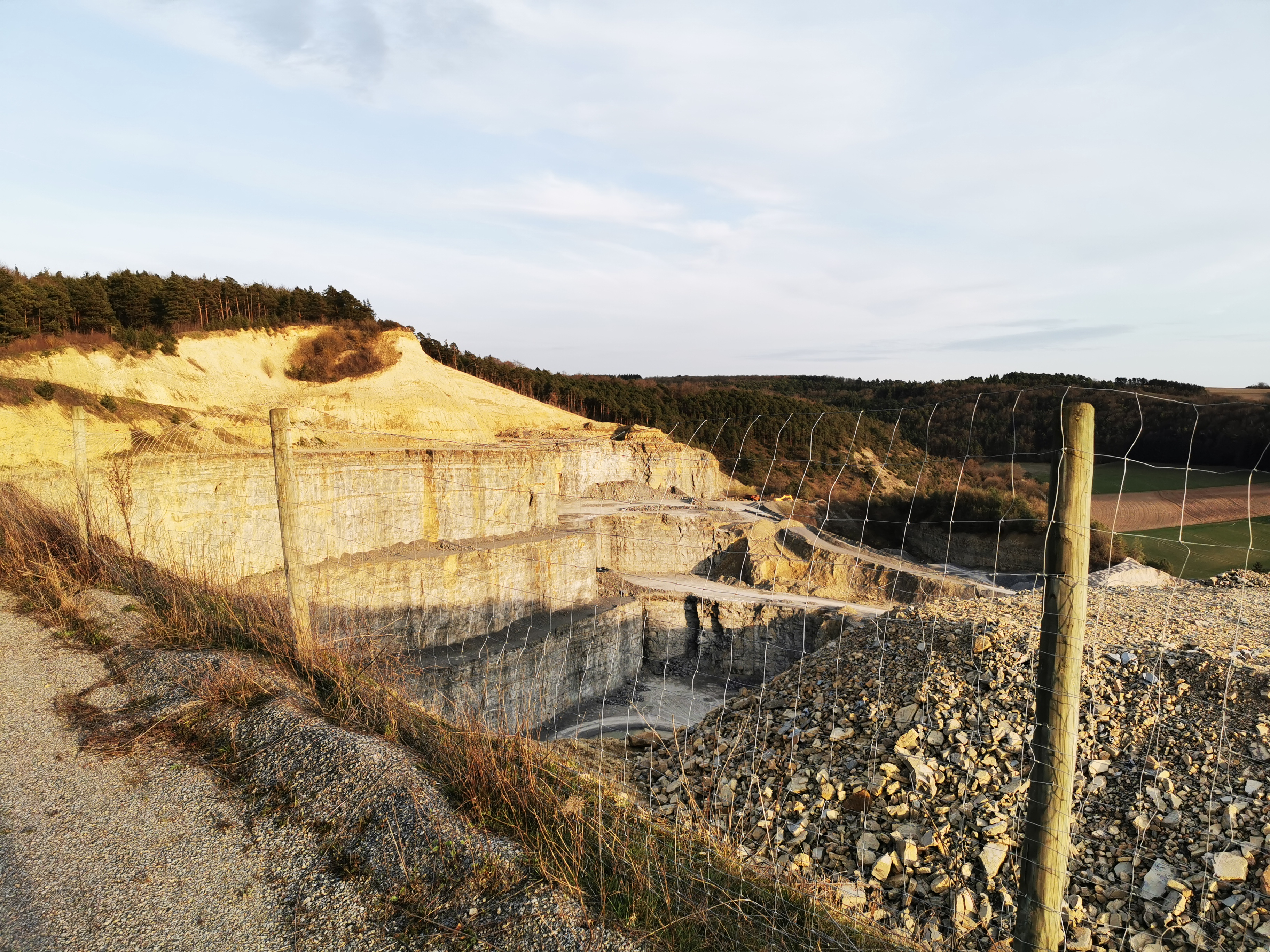
Blick in den Steinbruch aus Nordwesten
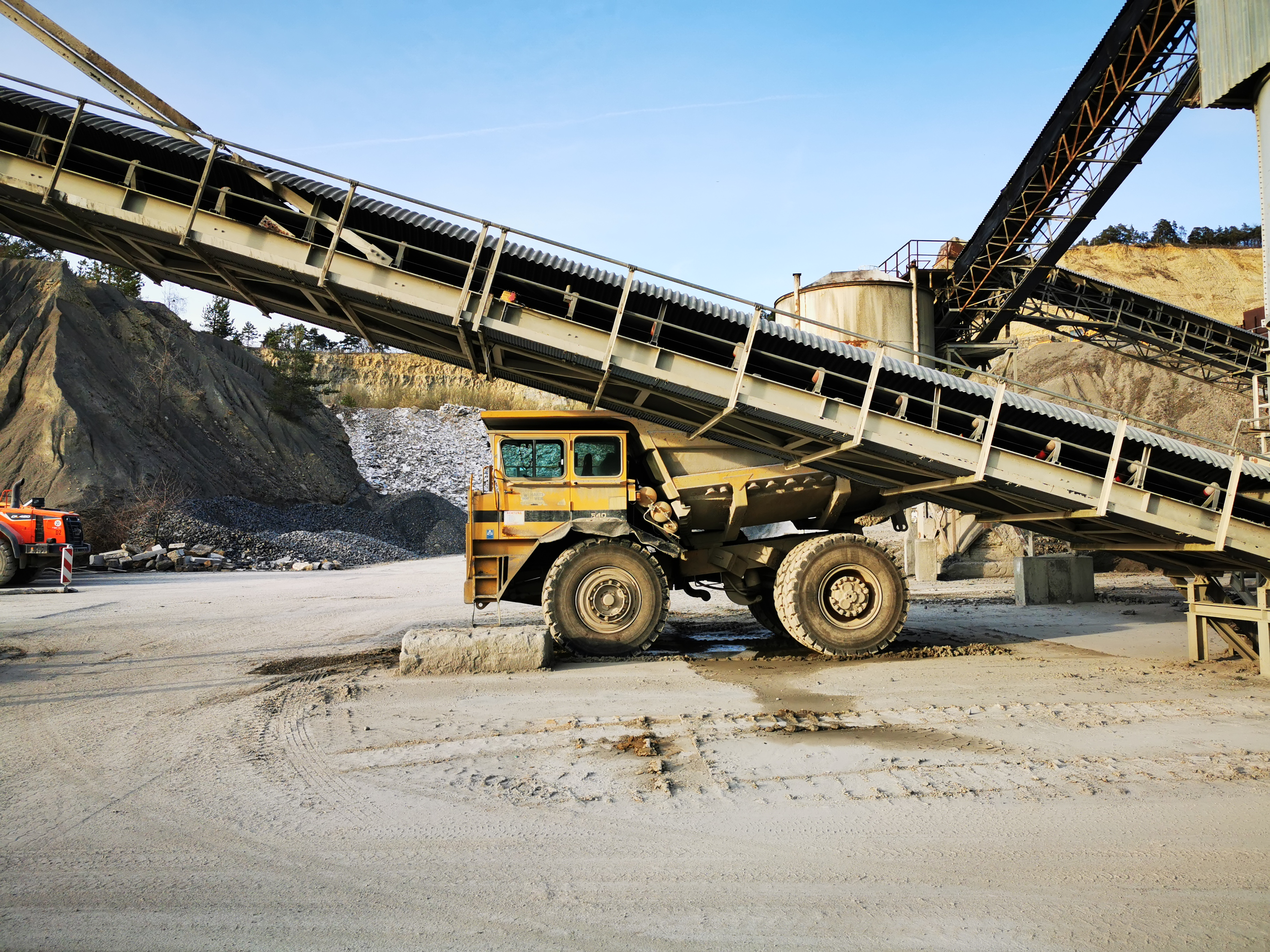
Die Beschickungsanlage und ein Muldenkipper des Schotterwerks
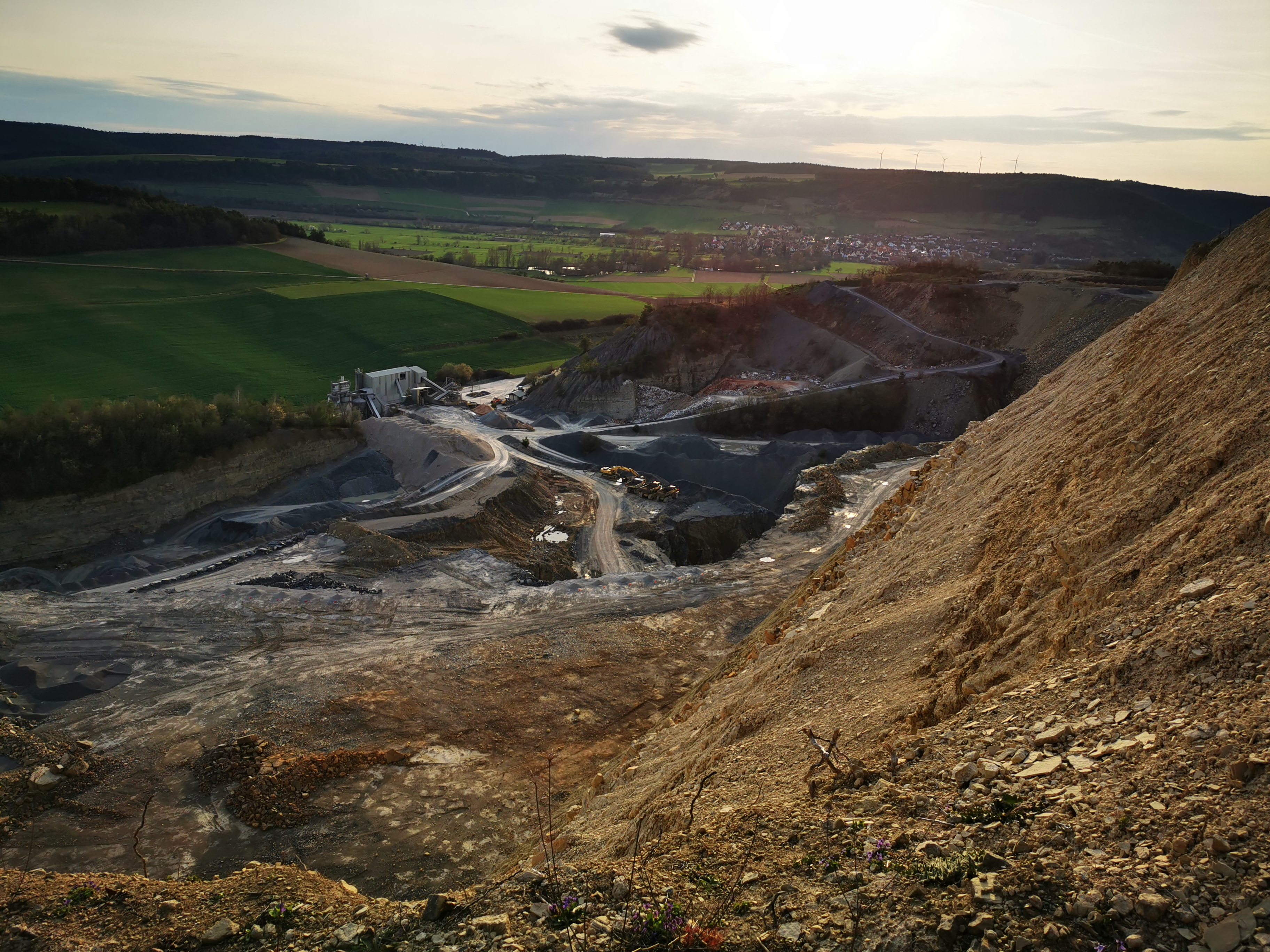
Blick über den Steinbruch nach Südwesten ins Taubertal

## Schotterwerk
Im Schotterwerk des Steinbruchs werden durch große Radlader beziehungsweise Muldenkipper riesige Steinbrocken auf die sogenannte Mulde aufgeladen. Diese beschickt dann einen Brecher, der die Steine zerkleinert. Der Schotter wird daraufhin entweder in einem Schüttgut-Silo gelagert oder durch einen Trichter auf die jeweiligen Lastkraftwagen zum weiteren Transport, etwa auf Baustellen, geladen.

## Geologische Bedeutung
Durch die schrittweise Erweiterung des Werbacher Steinbruchs traten an der Abbauwand seit der Nachkriegszeit mehrere Gesteinsschichten zu Tage. Der Aufschluss des Steinbruchs bietet einen Überblick zu einigen der geologisch-geomorphologischen Eigenheiten des Naturraums Tauberland der Neckar- und Tauber-Gäuplatten im Südwestdeutschen Schichtstufenland. So ist im Steinbruch Werbach beispielsweise zu erkennen, dass der Untere Muschelkalk seine größte Mächtigkeit in der Kalkstein-Fazies des Tauberlandes mit etwa 100 Metern erreicht. Von dort nimmt die Mächtigkeit nach Südwesten und Süden hin ab, um in der Freudenstadt-Formation und Ühlingen-Fazies der südlichen Schwarzwaldumrandung Werte um 35 bis 40 Meter aufzuweisen. Das Landesamt für Geologie, Rohstoffe und Bergbau (LGRB) beschreibt die geowissenschaftliche Bedeutung des Werbacher Steinbruchs wie folgt:

„Im großen Steinbruch und Schotterwerk am Höhberg ca. 1500 m östlich von Werbach ist Unterer und Mittlerer Muschelkalk aufgeschlossen. Die Steinbruchsohle liegt nur ca. 6 m über der Grenze zum Oberen Buntsandstein. Über den unteren Wellenkalken (Jena-Formation) folgen die Buchimergel mit bis zu 6,2 m Mächtigkeit, darüber dann Wellenkalke bis zur Grenze zum Mittleren Muschelkalk. Mehrere Leitbänke sind in der Abbauwand recht gut zu erkennen, wie die Untere und Obere Spiriferinabank sowie die Untere und Obere Schaumkalkbank. Darüber beginnt der Mittlere Muschelkalk mit der Karlstadt-Formation, über der dann Untere Dolomite folgen. Die Salinar-Formation ist hier stark ausgelaugt und besteht außer aus Gipsresten aus dolomitischen, schluffig-tonigen Auslaugungsgesteinen. Im höheren Abraumbereich treten schließlich noch Dolomitsteine der Oberen Dolomit-Formation auf.“

Der Steinbruch ist der einzige nahezu vollständige Aufschluss des Unteren Muschelkalks in Baden-Württemberg. Daher sowie durch seine spezifische Lage im Übergangsbereich zwischen der süddeutschen und norddeutschen Gesteinsausbildung ist er von hoher wissenschaftlicher Bedeutung.